# Équipe de France de football en 1958
Chronologie
Saison précédente Saison suivante
Cet article traite de l'année 1958 de l'équipe de France de football.
- L'équipe de France enchaîne les bons résultats en Coupe du monde 1958 en Suède, et finit 3e.
- Le 14 avril Mustapha Zitouni, Rachid Mekloufi et Abdelaziz Ben Tifour fuient la sélection pour rejoindre le F.L.N.
- Jean Snella est l'adjoint d'Albert Batteux. La sélection est faite par Paul Nicolas, et son adjoint Alexis Thépot.
- Décès de l'ex-président du Comité de Sélection Gaston Barreau.

## Les matchs
| Date             | Stade                                 | Adversaire           | Score | Comp                        | Buteurs français                                                                     |
| 13 mars 1958     | Parc des Princes Paris, France        | Espagne              | N 2-2 | A                           | Fontaine (49e) & Piantoni (65e)                                                      |
| 16 avril 1958    | Parc des Princes Paris, France        | Suisse               | N 0-0 | A                           | -                                                                                    |
| 8 juin 1958      | Idrottsparken Norrköping, Suède       | Paraguay             | V 7-3 | CM (1er tour)               | Fontaine (24e, 30e, 68e), Piantoni (51e), Wisnieski (62e), Kopa (70e), Vincent (84e) |
| 11 juin 1958     | Arosvallen Västerås, Suède            | Yougoslavie          | D 2-3 | CM (1er tour)               | Fontaine (4e & 84e)                                                                  |
| 15 juin 1958     | Eyravallen Örebro, Suède              | Écosse               | V 2-1 | CM (1er tour)               | Kopa (22e) & Fontaine (45e)                                                          |
| 19 juin 1958     | Idrottsparken Norrköping, Suède       | Irlande du Nord      | V 4-0 | CM (1/4 de finale)          | Wisnieski (44e), Fontaine (56e & 65e), Piantoni (68e)                                |
| 24 juin 1958     | Råsunda Solna, Suède                  | Brésil               | D 2-5 | CM (1/2 finale)             | Fontaine (9e), Piantoni (82e)                                                        |
| 28 juin 1958     | Ullevi Göteborg, Suède                | Allemagne de l'Ouest | V 6-3 | CM (match pour la 3e place) | Fontaine (15e, 36e, 77e, 89e), Kopa (27epen), Douis (50e)                            |
| 1er octobre 1958 | Parc des Princes Paris, France        | Grèce                | V 7-1 | CE (1/8 finale aller)       | Kopa (23e), Fontaine (25e & 85e), Cisowski (29e & 68e), Vincent (61e & 87e)          |
| 5 octobre 1958   | Stade du Prater Vienne, Autriche      | Autriche             | V 2-1 | A                           | Deladerrière (54ecf) & Fontaine (56e)                                                |
| 26 octobre 1958  | Stade Yves du Manoir Colombes, France | Allemagne de l'Ouest | N 2-2 | A                           | Deladerrière (23e) & Douis (69epen)                                                  |
| 9 novembre 1958  | Stade Yves du Manoir Colombes, France | Italie               | N 2-2 | A                           | Vincent (15e) & Fontaine (84e)                                                       |
| 3 décembre 1958  | Stade du Panathinaikos Athènes, Grèce | Grèce                | N 1-1 | CE (1/8 finale retour)      | Bruey (71e)                                                                          |

A : match amical. CM : match de la Coupe du monde 1958. CE : Championnat d'Europe de football 1960

## Les joueurs
| Joueurs                                   |    |    |    |    |    |    |    |    |    |    |     |    |    |
| Gardiens de but                           |    |    |    |    |    |    |    |    |    |    |     |    |    |
| Claude Abbes (AS Saint-Étienne)           | 90 |    |    |    | 90 | 90 | 90 | 90 |    |    | r60 |    | 90 |
| François Remetter (Girondins de Bordeaux) |    | 90 | 90 | 90 |    |    |    |    |    |    |     |    |    |
| Dominique Colonna (Stade de Reims)        |    |    |    |    |    |    |    |    | 90 | 90 | 30  | 90 |    |
| Défenseurs                                |    |    |    |    |    |    |    |    |    |    |     |    |    |
| Raymond Kaelbel (AS Monaco)               | 90 | 90 | 90 | 90 | 90 | 90 | 90 | 90 | 90 | 90 | 90  | 90 | 90 |
| André Lerond (Olympique lyonnais)         | 90 |    | 90 | 90 | 90 | 90 | 90 | 90 | 90 | 90 | 90  | 90 | 90 |
| Mustapha Zitouni (AS Monaco)              | 90 |    |    |    |    |    |    |    |    |    |     |    |    |
| Robert Jonquet (Stade de Reims)           |    | 90 | 90 | 90 | 90 | 90 | 90 |    |    |    |     | 90 |    |
| Roger Marche (RC Paris)                   |    | 90 |    | 90 |    |    |    |    |    |    |     | 90 | 90 |
| Maurice Lafont (Nîmes Olympique)          |    |    |    |    |    |    |    | 90 | 90 | 90 | 90  |    |    |
| Bruno Bollini (RC Paris)                  |    |    |    |    |    |    |    |    |    |    |     |    | 90 |
| Milieux                                   |    |    |    |    |    |    |    |    |    |    |     |    |    |
| Jean-Jacques Marcel (OM)                  | 90 | 90 | 90 |    | 90 | 90 | 90 | 90 | 90 | 90 | 90  |    |    |
| Armand Penverne (Stade de Reims)          | 90 |    | 90 | 90 | 90 | 90 | 90 | 90 | 90 | 90 | 90  | 90 |    |
| Célestin Oliver (UA Sedan Torcy)          |    | 90 |    |    |    |    |    |    |    |    |     |    |    |
| Bernard Chiarelli (US Valenciennes Anzin) |    | 90 |    |    |    |    |    |    |    |    |     |    |    |
| René Ferrier (AS Saint-Étienne)           |    |    |    |    |    |    |    |    |    |    |     |    | 90 |
| Roland Guillas (Girondins de Bordeaux)    |    |    |    |    |    |    |    |    |    |    |     |    | 90 |
| Stanislas Dombeck (RC Paris)              |    |    |    |    |    |    |    |    |    |    |     |    | 90 |
| Attaquants                                |    |    |    |    |    |    |    |    |    |    |     |    |    |
| Just Fontaine (Stade de Reims)            | 90 | 90 | 90 | 90 | 90 | 90 | 90 | 90 | 90 | 90 | 90  | 90 |    |
| Jean Vincent (Stade de Reims)             | 90 | 90 | 90 | 90 | 90 | 90 | 90 | 90 | 90 | 90 | 90  | 90 |    |
| Maryan Wisnieski (RC Lens)                | 90 | 90 | 90 | 90 | 90 | 90 | 90 | 90 |    |    |     | 90 | 90 |
| Roger Piantoni (Stade de Reims)           | 90 |    | 90 | 90 | 90 | 90 | 90 |    |    |    | 42  |    |    |
| Yvon Douis (Lille OSC)                    | 90 |    |    |    |    |    |    | 90 | 90 | 90 | 90  | 90 |    |
| René Bliard (Stade de Reims)              |    | 90 |    |    |    |    |    |    |    |    |     |    |    |
| Raymond Kopa (Real Madrid)                |    |    | 90 | 90 | 90 | 90 | 90 | 90 | 90 |    |     |    |    |
| Thadée Cisowski (RC Paris)                |    |    |    |    |    |    |    |    | 90 | 90 | r48 |    |    |
| Léon Deladerrière (FC Nancy)              |    |    |    |    |    |    |    |    |    | 90 | 90  | 90 | 90 |
| Stéphane Bruey (SCO Angers)               |    |    |    |    |    |    |    |    |    |    |     |    | 90 |